# Ascocentropsis pusilla
Ascocentropsis pusilla är en orkidéart som först beskrevs av Leonid Vladimirovitj Averjanov, och fick sitt nu gällande namn av Karlheinz Senghas och Herbert Schildhauer. Ascocentropsis pusilla ingår i släktet Ascocentropsis och familjen orkidéer.
Artens utbredningsområde är Vietnam. Inga underarter finns listade i Catalogue of Life.